# The Descent
The Descent is een Britse horrorfilm uit 2005 onder regie van Neil Marshall. De film volgt een groep vrouwen die op expeditie gaan in een grot en door een instorting vast komen te zitten samen met onderaardse monsters.

## Verhaal
Juno, Sarah en Beth zijn aan het wildwatervaren in Schotland. Sarahs echtgenoot Paul en hun dochter Jessica zwaaien en juichen vanaf de oever. Op weg naar huis krijgen ze een ongeluk met de auto. Paul en Jessica zijn op slag dood, maar Sarah overleeft. Een jaar later komen Juno, Sarah, Beth, Sam en Rebecca bij elkaar in een blokhut in de Appalachen. Holly, een vriendin van Juno, komt bij de groep. De volgende ochtend gaat de groep op expeditie in een grot. Als ze na hun middageten in de grot door een smalle tunnel naar de volgende ruimte kruipen, stort hij in. Ze kunnen niet meer terug naar de ingang van de grot. Na de instorting bekent Juno dat ze de meiden naar een onbekende grot heeft gebracht. Ze zouden oorspronkelijk naar de grotten van Boreham gaan, maar zij vond die te toeristisch. De grot waar ze nu in zijn is pas ontdekt en Juno wilde hem verder verkennen zodat de grot naar haar vernoemd zou worden. Holly had de autoriteiten verteld dat ze naar de grotten van Boreham zouden gaan, dus niemand weet dat ze hier opgesloten zitten. Terwijl ze verder de grot in lopen op zoek naar een andere uitgang, vinden ze een muurschildering. Op de muurschildering is volgens Beth te zien dat er twee uitgangen zijn.
Later valt Holly en breekt haar been. Sam spalkt Holly's been en de vrouwen dragen haar verder. Terwijl de anderen helpen, wandelt Sarah weg en ziet ze een menselijk wezen in de grot staan. De anderen denken dat ze het zich heeft ingebeeld, maar Sarah dringt erop aan dat ze "iemand zag". Kort daarna worden ze aangevallen door een van de onderaardse wezens. De groep wordt uiteengedreven en de wezens doden Holly. Sarah valt en raakt bewusteloos. Juno wordt langs achteren aangevallen door een wezen, maar kan hem doden. Direct daarna komt Beth naar Juno langs achteren. Opgeschrokken zwaait Juno rond en doorboort Beths keel met haar houweel. Beth valt en trekt Juno's medaillon af. Geschokt, strompelt Juno weg. Uiteindelijk komt Juno terug bij Rebecca en Sam en redt ze van een monster. Juno vertelt hun dat ze misschien een uitweg heeft gevonden, maar dat ze niet vertrekt zonder Sarah. Ondertussen wordt Sarah wakker en vindt de dodelijk gewonde Beth, die vertelt dat Juno haar zo heeft achtergelaten. Sarah gelooft het niet totdat ze het medaillon van Juno ziet. Beth vraagt Sarah om haar leven te beëindigen en Sarah doet het met tegenzin. Sarah gaat verder en doodt drie wezens. Elders worden de anderen achtervolgd door een groep monsters. De wezens doden Sam en Rebecca, Juno rent weg.
Uiteindelijk vinden Juno en Sarah elkaar. Samen nemen ze het op tegen een grote groep wezens en verslaan ze hen. Sarah beschuldigt Juno ervan Beth te hebben achtergelaten. Sarah hakt in Juno's been en laat haar achter, net zoals Juno Beth achter liet. Terwijl ze vlucht hoort ze Juno gillen, plots wordt het stil. Sarah struikelt en raakt bewusteloos. Sarah wordt wakker en ziet dan de uitgang van de grot. Ze klimt naar de uitgang en rent naar haar auto en rijdt weg. Na een tijdje gereden te hebben, zet ze de auto stil en begint te huilen. Plots ziet Sarah Juno naast haar zitten onder het bloed. Sarah gilt en wordt wakker terwijl ze nog steeds in de grot zit. Haar hele ontsnapping was een waanvoorstelling. Ze is nog steeds in de grot en heeft geen enkele kans op ontsnapping. Sarah begint weer te hallucineren en ziet haar dode dochtertje voor zich, met een verjaardagstaart in haar handen. Terwijl Sarah zich wanhopig vastklampt aan dit beeld, komen de kreten van de monsters steeds dichterbij.

## Rolverdeling
| Acteur                  | Personage |
| ----------------------- | --------- |
| Shauna Macdonald        | Sarah     |
| Natalie Jackson Mendoza | Juno      |
| Alex Reid               | Beth      |
| Saskia Mulder           | Rebecca   |
| MyAnna Buring           | Sam       |
| Nora-Jane Noone         | Holly     |
| Oliver Milburn          | Paul      |
| Molly Kayll             | Jessica   |
| Craig Conway            | Monster   |
| Leslie Simpson          | Monster   |
| Mark Cronfield          | Monster   |
| Stephen Lamb            | Monster   |
| Catherine Dyson         | Monster   |
| Julie Ellis             | Monster   |
| Sophie Trott            | Monster   |

## Trivia
- De actrices die de vriendinnen spelen zijn alle zes geboren in een ander land: Macdonald in Maleisië, Mendoza in Hongkong, Reid in Engeland, Mulder in Nederland, Buring in Zweden en Noone in Ierland.
- De film is grotendeels in een studio opgenomen: er werd niet gefilmd in echte grotten.
- De monsters werden tijdens de opnamen zo lang mogelijk voor de actrices verborgen gehouden om het schrikeffect te verhogen.

## Vervolg
In Londen werd een opvolger gemaakt met de titel The Descent: Part 2, die in 2009 in première ging. Het vervolg bracht een probleem op, omdat het eerste deel in de Verenigde Staten een ander einde had dan de Europese versie. In de Amerikaanse versie kon Sarah ontsnappen, in de Europese versie bleef ze achter in de grot. Aangezien de film in Amerika het meeste moest opbrengen, werd die versie als uitgangspunt genomen.